# Línea 16 (Los Tranvías de Zaragoza)
La antigua línea 16 de tranvía de la ciudad de Zaragoza (España) fue una de las líneas que componían su vieja red tranviaria.
Operada por Los Tranvías de Zaragoza, embrión de la actual TUZSA (Transportes Urbanos de Zaragoza) fue concedida el 9 de diciembre de 1945 y comenzó a dar servicio el 11 de enero de 1952, hasta que fue oficialmente clausurada el 12 de marzo de 1967.
La línea 16 realizaba el recorrido comprendido entre la fábrica de Tudor y la Plaza de España de la capital aragonesa.